# Wishbone Ash
Pour les articles homonymes, voir Wishbone (homonymie).
Pour leur premier album, voir Wishbone Ash (album).
 (mai 2018).
Si vous disposez d'ouvrages ou d'articles de référence ou si vous connaissez des sites web de qualité traitant du thème abordé ici, merci de compléter l'article en donnant les références utiles à sa vérifiabilité et en les liant à la section « Notes et références ».
Wishbone Ash est un groupe de rock britannique, originaire de Torquay, dans le Devon, en Angleterre. L'originalité du groupe est la remarquable entente de ses deux guitaristes et leur jeu varié. Par sa technique d'harmonisation des deux guitares, Wishbone Ash a influencé des groupes de hard rock tels que Thin Lizzy ou Iron Maiden.

## Biographie

### Origines et débuts (1969)
Au printemps 1969, le groupe The Empty Vessels, composé de Martin Turner (bassiste et chanteur), Steve Upton (batteur) et Glen Turner (guitariste), originaires de Torquay, décide d'aller chercher fortune à Londres. Ils font alors la connaissance de Miles Copeland qui devient leur manager. Frère aîné de Stewart Copeland, il deviendra plus tard le manager de Police et de Squeeze. Glen, le frère cadet de Martin, ne se plaît pas dans la capitale et préfère rentrer à Torquay. Miles leur propose, pour trouver un remplaçant, de passer une annonce dans le Melody Maker : « Guitariste soliste : Pense positif, créatif, s'adapte bien, pour un futur groupe fort »[réf. nécessaire].
Lors des auditions, Martin et Steve se trouvent confrontés à un dilemme. Alors qu'ils ne pensaient recruter qu'un seul musicien, ils se trouvent face à deux très bons guitaristes, Andy Powell et David « Ted » Turner. Finalement, n'arrivant pas à se décider, les deux seront gardés.
C'est donc sur les cendres du groupe The Empty Vessels que naît Wishbone Ash. Ils répètent ensemble dans un studio aménagé dans la maison de Miles Copeland à St John's Wood (Londres). Ils ont déjà leur propre sonorisation et un petit camion pour les tournées. Durant tout l'hiver 1969/1970, Wishbone Ash fait la tournée des clubs et des lycées, jouant en lever de rideau de groupes comme Slade, T. Rex, Taste, Ten Years After ou Caravan. Ils développent la technique de « twin-guitarists » (« guitaristes jumeaux »). C'est en jouant en première partie de Deep Purple qu'ils font la connaissance de Ritchie Blackmore. Celui-ci leur donne les coordonnées du producteur de Deep Purple, Derek Lawrence. Les choses s'accélèrent pour Wishbone Ash, après avoir signé un contrat avec la maison de disques MCA, à l'automne 1970, ils entrent en studio.

### Années 1970
Le 4 décembre 1970, leur premier album, Wishbone Ash, est dans les bacs des disquaires britanniques. On peut entendre sur ce disque des titres qui deviendront des classiques de leur répertoire, comme Phoenix et Blind Eye. Le groupe tourne en Grande Bretagne, en Allemagne et aux États-Unis où ils jouent en première partie des Who. Ils sont découverts en France lors d'un concert organisé par HEC. Ils enregistrent un deuxième album nommé Pilgrimage. La technique s'affine et mélange le blues et le jazz (The Pilgrim). La formule des deux guitares avec la basse très en avant qui joue presque comme une troisième guitare s’affirme.
En 1971, Ted Turner participe, à la guitare acoustique, à l'enregistrement de Crippled Inside et How Do You Sleep? sur l'album Imagine de John Lennon.
En 1972, le groupe sort son troisième opus, Argus. C'est le plus grand succès du groupe qui est élu meilleur espoir 1973 par le Melody Maker et l'album Argus meilleur album de l'année[réf. nécessaire] ; The King Will Come, Sometime World ou Blowin' Free sont toujours des incontournables des concerts. Sur Throw Down The Sword, Powell improvise en studio deux versions du solo de guitare que le producteur laissera tels quels.
En 1973, ils s'enferment en studio dans une ferme au milieu de la campagne anglaise pour enregistrer Wishbone Four. L'album comporte certaines chansons très folk (Ballad of the Beacon ou Sorrel) qui répondent à l'influence de groupes comme Steely Dan. La tournée qui suit est l'occasion d'un double album en public Live dates qui reste un des meilleurs du rock anglais de l'époque[réf. nécessaire]. Les deux guitaristes sont maintenant assez réputés pour être invités à de nombreuses sessions.
Lors d'une nouvelle tournée aux États-Unis en 1974, Ted Turner quitte le groupe. Powell appelle Laurie Wisefield, guitariste du groupe Home, en remplacement. Celui-ci n'a pas de mal à intégrer le groupe. Il apporte sa technique sur le cinquième album du groupe au titre énigmatique, There's the Rub, enregistré pour la première fois aux États-Unis à Miami sous la direction de Bill Szymczyk, producteur de Joe Walsh et du groupe Eagles. Le dernier morceau instrumental F.U.B.B., qui signifie « Fucked Up Beyond Belief » (« Foutu en l'air au-delà de toute croyance »), témoigne de la technique des quatre musiciens.
Wishbone Ash est à son sommet, tournant partout dans le monde devant des milliers de personnes. Miles Copeland met sur pied une tournée des festivals européens, le Startrukin' Tour. Elle réunit les plus grands noms de l'époque (Santana, Tina Turner, Caravan…). À l'origine, la tête d'affiche de cette tournée devait être Lou Reed. Ce dernier se retire à la dernière minute et met Miles Copeland dans une situation financière délicate[réf. nécessaire]. En effet, les promoteurs décident de ne plus payer les groupes et Miles Copeland doit liquider toutes ses parts dans les compagnies qu'il détient.
C'est dans le cadre du Startrukin' Tour que le Ash participe au festival d'Orange, dans le théâtre antique en août 1975. Il clôture trois jours de festival, après Soft Machine, Bad Company ou le Mahavishnu Orchestra. Wishbone Ash commence son spectacle à 4 heures du matin et conclut le festival par Phoenix. En septembre, c'est la rupture totale entre Miles Copeland et Wishbone Ash. Steve Upton (le batteur) prend alors en charge les affaires du groupe. C'est sans manager que les quatre Wishbones entrent aux Studios Atlantic à New York en compagnie de Tom Dowd, producteur américain de Lynyrd Skynyrd et d'Eric Clapton. Tom Dowd est alors en plein divorce, et les séances d'enregistrements des Lynyrd Skynyrd ont été éprouvantes pour lui. C'est dans ce contexte difficile que les quatre musiciens travaillent pendant plusieurs mois sans véritable orientation musicale. Au mois de mars 1976 sort au Royaume-Uni l'album Locked In. Ce LP voit le groupe s'orienter vers une musique pop américaine. La presse et les fans boudent l'album[réf. nécessaire]. Pourtant, pour sa promotion, le groupe entreprend, avec Graham Maitland aux claviers, une tournée américaine entre mars et mai. Ce seront les seuls concerts donnés pour promouvoir le disque.
Pendant l'été 1976, dans la maison de Martin Turner, le groupe entame l'écriture et l'enregistrement d'un septième album qui doit effacer l'échec du précédent, et en octobre 1976, Wishbone Ash part pour une nouvelle tournée au Japon, suivie d'une grande tournée anglaise après deux ans d'absence. Au même moment sort leur nouvel album New England. Le disque est acclamé aussi bien par la presse que par les fans, l'album se classant finalement au numéro 22 au Top anglais[réf. nécessaire]. L'unanimité de la critique entraîne une série de concerts dans toute l'Europe.

### Années 1980-2010
1980 voit la sortie de leur album Just Testing, techniquement et musicalement plus abouti et plus fort que There's the Rub, de par notamment le titre Living proof, qui ressort de toute la production artistique du groupe[réf. nécessaire].
En octobre 2010, le groupe profite d'une initiative de Universal Japan pour voir leur album phare, Argus, remasterisé sous le format Super Audio CD.

## Membres

### Chronologie
Au cours de sa longue existence, Wishbone Ash a fréquemment changé de musiciens. Aujourd'hui le seul membre originel est le guitariste Andy Powell.

## Discographie
- 1970 : Wishbone Ash
- 1971 : Pilgrimage
- 1972 : Argus
- 1973 : Wishbone Four
- 1973 : Live Dates
- 1974 : There's the Rub
- 1976 : Locked In
- 1976 : New England
- 1977 : Front Pages News
- 1978 : No Smoke Without Fire
- 1980 : Just Testing
- 1980 : Live Dates Vol. 2
- 1981 : Number the Brave
- 1982 : Twin Barrels Burning
- 1985 : Raw to the Bone
- 1987 : Nouveau Calls
- 1989 : Here To Hear
- 1991 : Strange Affair
- 1992 : The Ash Live In Chicago
- 1993 : The King Will Come(The Easy Rider Generation in Concert Live)
- 1995 : Live In Geneva
- 1996 : Illuminations
- 1998 : Trance Visionary
- 1999 : Psychic Terrorism
- 1999 : In concert (2 CD)
- 1999 : Bare Bones
- 2001 : Live Dates 3
- 2002 : Bona Fide
- 2006 : Clan Destiny
- 2007 : First Light (enregistré en 1970)
- 2007 : The Power Of Eternity
- 2010 : '('Live) at The Grand  - Road Works
- 2011 : Elegant Stealth
- 2014 : Blue Horizon
- 2016 : Live in Paris 2015 (DVD)
- 2020 : Coat of Arms
- 2025 : At The BBC 1970-1988 (Coffret inclus 11CD + 1DVD)